# Radkovice u Příchovic
Radkovice (deutsch Radkowitz) ist eine Gemeinde mit 89 Einwohnern in Tschechien. Sie liegt vier Kilometer südöstlich von Přeštice und gehört zum Okres Plzeň-jih. Die Katasterfläche beträgt 332 ha.

## Geographie

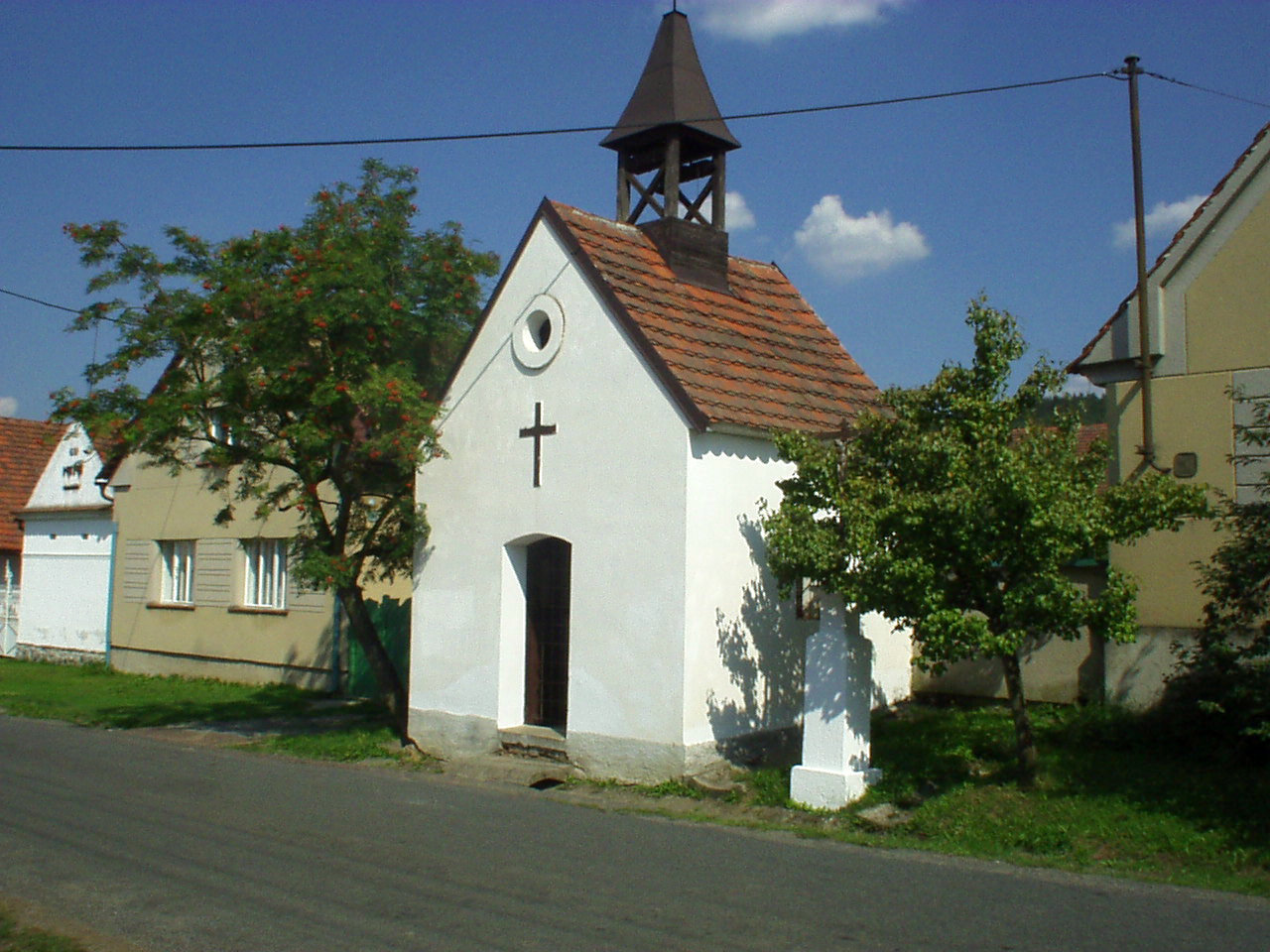
Dorfkapelle in Radkovice

Der Ort befindet sich auf 387 m ü. M. im Tal des Zlatý potok zwischen zwei bewaldeten Hügeln, dem Skála (542 m) im Süden und dem Jindřín (535 m) im Westen.
Nachbarorte sind Kucíny im Norden, Dolce im Osten, Vitouň im Süden, Zálesí im Südwesten sowie Příchovice im Nordwesten.

## Geschichte
Radkovice wurde 1379 als zur Burg Skála gehörende Feste erstmals urkundlich erwähnt. Nach dem Erwerb durch Heralt Kavkov von Říčan wurde der Besitz an die Herrschaft Švihov angeschlossen. 1603 erwarb Friedrich Švihovský von Riesenberg Radkovice zusammen mit Kucíny und dem wüsten Schloss Skály. Nachdem Freiherr Henninger von Seeberg zum Ende des 17. Jahrhunderts den Besitz erworben hatte, erfolgte der Anschluss an die Grundherrschaft Horšice. Mit dem Verkauf an die Grafen Schönborn wurde Radkowitz ab 1716 Teil der Herrschaft Příchovice.
Nach der Ablösung der Patrimonialherrschaften wurde Radkovice 1850 zur selbständigen Gemeinde.

## Gemeindegliederung
Für Radkovice sind keine Ortsteile ausgewiesen.

## Sehenswürdigkeiten
- Ruinen der Burg Skála